# アメリカン大学
アメリカン大学（英語: American University）は、アメリカ合衆国の首都、コロンビア特別区（ワシントンD.C.）にある私立大学である。大学の略称は「AU」。特に公共政策・国際関係学では、アメリカン大学公共政策大学院（SPA）およびアメリカン大学国際サービス大学院（SIS）は、全米TOP10で名高い。
歴史は古く、初代アメリカ大統領ジョージ・ワシントンによって発案された「偉大な大学を首都に設立する」という考えに基づき、1893年にアメリカ合衆国議会の裁決によって特許状を与えられたメソジスト系の大学である。
研究中心のドイツ型大学院モデルと学部教育中心のアメリカ型を組み合わせた教育を理念としている。

## 概略
バージニア州とメリーランド州の境に位置するワシントンD.C.はアメリカ合衆国の首都であり、ホワイトハウス、アメリカ合衆国議会議事堂、政府省庁、大使館、国際機関、NPOなどの主要施設が立ち並ぶ。
アメリカ政治の中心に構える、政治・国際色が豊かな街に位置する同大学は、北西部の緑あふれる木々に囲まれた閑静な住宅街テンリータウンにキャンパスがあり勉学に最適の環境である。
68の学士課程、71の修士課程、10の博士課程を提供し、7,710人の学部生と5230人の院生が同校で学んでいる。学生と教員の数の比は12:1。1クラス平均23人の少人数教育を行っており教授や学生同士の間で密な議論が可能である。 
2016年現在の入学試験合格率は25％である。 
首都ワシントンDCという立地から、政治学や国際関係学の分野に定評がある。Princeton Review誌で『全米で最も積極的に政治的活動を行なっている学校』の一つとして評価されている。そのため、アメリカ合衆国連邦政府が運営する『平和部隊(Peace Corps)』として派遣される隊員数は多く、中規模大学の部門で同大学は全米2位と位置づけられている。
国際理解を深めることに力を注いでおり、世界的な学術賞や奨学金を授与されている848人の教授と共に世界140カ国以上から学生が集まっているため、学内の人種・民族構成は多様性に満ちている。外国人学生の比率が高く、140以上の国から1600人以上の留学生が在籍する。
ジョージタウン大学、ジョージワシントン大学と並び、首都三私大、首都三大学と呼ばれる。ワシントンD.C.エリア内の15の大学と提携し、学びたい授業を他の大学で履修することも出来る。
卒業生は政界やシンクタンク、世界銀行や国際連合など国際機関に進む者が多く世界各国で国際関係・外交など様々な分野で活躍している。

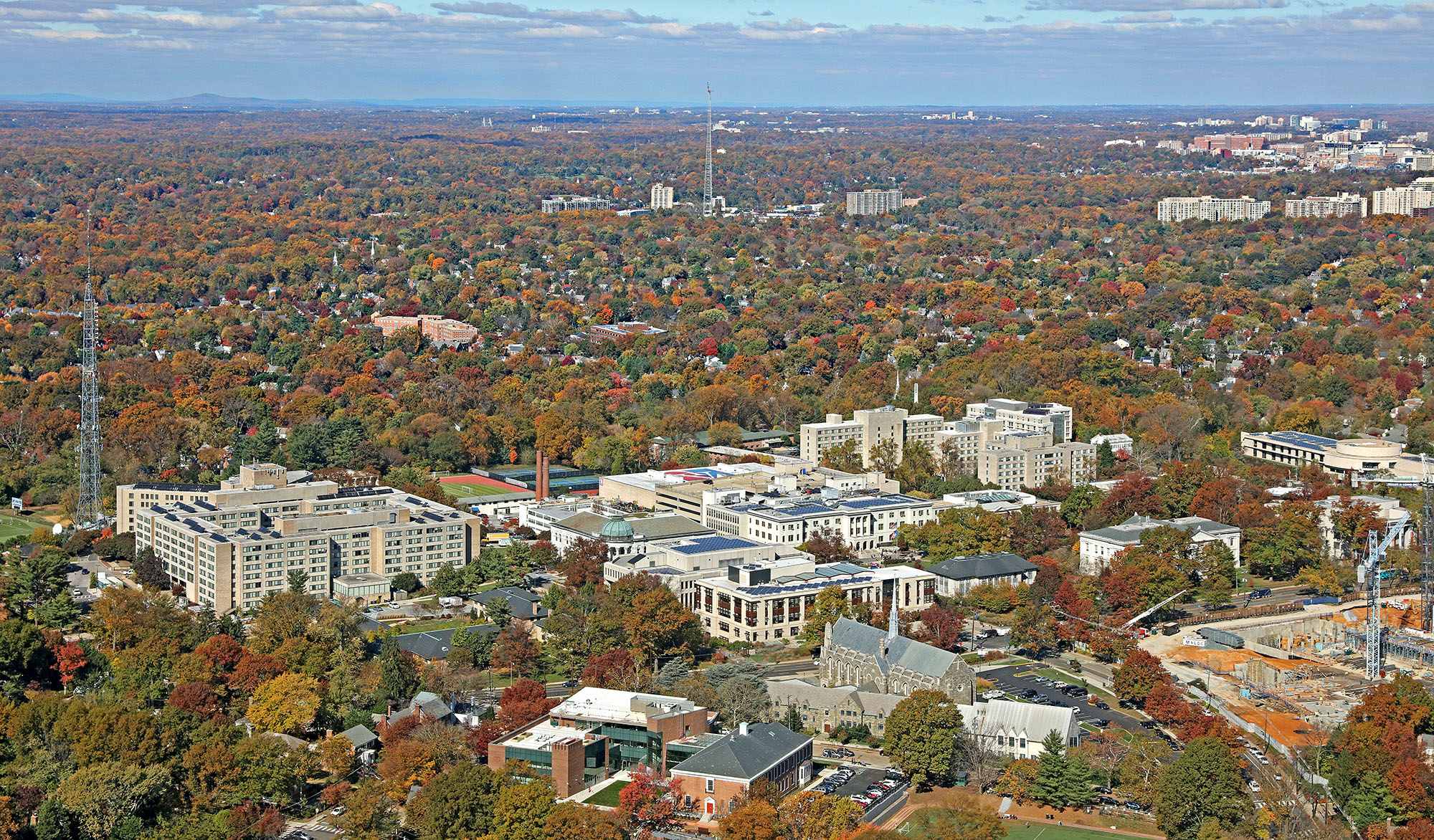
アメリカン大学 キャンパス

## 組織
- School of International Service
- School of Public Affairs
- School of Communication
- Kogod School of Business
- College of Arts and Sciences
- Washington College of Law

School of International Serviceは、140カ国以上から約2000人の学生が在籍しており、その数は全米で最大規模を誇る。2018年度のForeign Policy誌が行なった調査で、国際関係学の分野で学部課程において全米９位、修士課程においては世界８位と評価された。 国際関係大学院協会のメンバースクールで、ロンドン・スクール・オブ・エコノミクス、パリ政治学院、クイーンズランド大学、延世大学など数多くの名門大学と交換留学協定を結んでいる。世界140カ国以上からの学生と教員から成る、多様性を重んじた校風が強く反映されている。
School of Public Affairsは、政治学、行政学、公共政策などの専攻学を提供する。2014年に行政学における分野の研究がJournal of Public Affairs Education(JPAE)で高く評価され、同学部は世界5位、全米で3位、ワシントンDCエリア内で１位と評価された。因みに、2015年に新たにワシントンD.C.市長となったミュリエル・バウザーは同学部の卒業生である。
College of Arts and Sciencesは、同大学で最も古く在籍する学生数と教員数の多さで最大の学部である。2015年秋から新たに、コロンビア大学の工学部と提携し両大学から学位を取得できる合同プログラムが始まる。社会科学の分野で本学部はUSA TODAYにより全米6位の評価を得ている。
Kogod School of Businessは、Association to Advance Collegiate Schools of Businessの認証取得校で、ワシントンDCに最初に設立されたビジネススクールである。会計学、経営学、マーケティング、金融学などが学べる。ビジネス誌フォーチュンとタイムによる『経営学部トップ25』で2015年現在、全米18位に位置づけられている。
Washington College of Lawは、J.D.が50位に、LL.M.がAUAP LL.M Rankings© では13位と評価されている。

## 歴史
初代アメリカ大統領ジョージ・ワシントンによって発案された「偉大な大学を首都に設立する」という考えに基づき、1893年に議会の裁決によって特許状を与えられて創立された。
- 1893年アメリカン大学創立。
- 1925年School of Arts and Sciences設立。
- 1934年School of Public Affairs設立。
- 1949年Washington College of Law設立。
- 1955年Kogod School of Business設立。
- 1958年School of International Service設立。
- 1963年6月の卒業式に元アメリカ大統領ジョン・F・ケネディが「平和のための戦略(The Strategy of Peace)」と呼ばれる演説を行った。
- 1987年ワシントンセメスターの拠点としてテンリーキャンパスが建設された。
- 1993年School of Communication設立
- 2010年6月にアメリカ大統領バラク・オバマが移民政策に関する演説を行った。
- 2012年元アメリカ大統領ビル・クリントンが演説を行った。
- 2013年アメリカ大統領バラク・オバマが医療や経済に関してクリス・マシューズと対談を行った。
- 2015年4月に元アメリカ合衆国大統領ジョージ・W・ブッシュ夫人ローラ・ブッシュが演説を行った。
- 2015年アメリカ大統領バラク・オバマが演説を行った。
- 2016年3月にカナダ首相ジャスティン・トルドーが演説を行った。
- 2016年4月にオランダ首相マルク・ルッテが演説を行った。
- 2017年新キャンパス、イーストキャンパスが建設完了

## 活動
外国人学生の比率が高く140以上の国から1600人以上の留学生が在籍するため、異文化交流を行い文化的多様性を身に付ける環境が整っている。また、30カ国以上の海外大学と提携し130以上の豊富な留学プログラムを提供している。そのため、毎年850人以上の学生が海外へ飛び立ち、大学全体の60％以上の学生が留学する。
1992年に日本の立命館大学との間で「学部共同学位プログラム（Dual Undergraduate Degree Program [DUDP] ）」が開始された。当該プログラムのもと双方から学生を毎年交換留学させている。早稲田大学、慶應義塾大学からも交換留学プログラムとして、毎年一定数の学生が派遣されている。
240以上の多岐にわたる同好会、サークル、学生団体が存在する。学生自治会は同校で最も古い学生団体である。
環境保全に積極的な取り組みをしていることでも知られ、環境保護を推進する学生団体が積極的な活動をしている。Mother Nature Networkは同大学を「最も緑豊かな16の大学」の一つとして評価している。Princeton Review誌によるランキング「最も環境に優しい大学」では、同大学は353の全米の大学の中から7位と評価されている。また、環境保護、気候変動問題、環境の持続可能性への深い献身が認められ、自然保護団体シエラクラブによる「最も緑溢れる大学トップ10」で2位の評価を受けた。

## ランキング
- 4th Most Politically Active Students(2014)
- Princeton Review Green Rating Honor Roll (2015)
- 2nd among the top 40 doctoral institutions for undergraduate participation in study abroad
- 2nd among the top 20 doctoral institutions for long-term study abroad
- 12th among the top 20 doctoral institutions for mid-length study abroad
- 2nd Sierra Club Top Ten "Cool School" Rankings (2014)

SCHOOL OF INTERNATIONAL SERVICE
- Foreign Policy Magazine (2018)
  1. #9 among Top U.S. Undergraduate Institutions to Study International Relations  
  2. 8 among Top Master's Programs for Policy Careers in International Relations
  3. 19 for Top Ph.D. Programs for Academic Careers in International Relations

SCHOOL OF PUBLIC AFFAIRS
- U.S. News & World Report America’s Best Graduate Schools (2013) 
  1. #8 Top Public Management/Public Administration Program 
  2. #12 Top Schools: Public Affairs  
  3. #24 Top Public Finance and Budgeting Program  
  4. #28 Top Public Policy Program

KOGOD SCHOOL OF BUSINESS
- U.S. News & World Report America’s Best Colleges   1. #23 International Business Specialty (2014)   2. #72 Best Undergraduate Business Programs (2014)
- Bloomberg Business Week   1. #43 Best Business Schools for Full-time MBA Programs (2016)  2. #62 Best Undergraduate Business School (2014)
- Princeton Review  1. #9 Greatest Opportunities for Women (2016)

## 著名な出身者
- ブルース・シュナイアー-アメリカ合衆国の暗号研究者、コンピュータのセキュリティ専門家、作家
- ジェイムズ・ティプトリー・Jr.-アメリカ合衆国の女流作家。SF作家
- 大貫裕仁 - 弁護士（日本・ニューヨーク州）・第二東京弁護士会副会長
- 平松庚三 - ライブドアの代表取締役社長
- 堀田佳男 - ジャーナリスト
- ゲーリー・D・コーン - ゴールドマン・サックス社長兼共同COO
- ロバート・L・フロイド-フロリダ州マイアミ市の最年少元市長
- バリー・レビンソン - 映画監督。代表作「レインマン」
- ゴールディ・ホーン - アメリカ合衆国の女優（中退）
- キャス・エリオット - アメリカ合衆国の歌手。ママス&パパスのメンバー。
- リチャード・クラーク - メルク社前会長、ビジネススクール
- デイビッド・グレゴリー - ジャーナリスト、NBCテレビ日曜朝の政治討論番組「Meet the Press」前司会者、SIS
- ナンシー・マイヤーズ-アメリカ合衆国の映画監督、プロデューサー、脚本家
- ウィラード・スコット-アメリカ合衆国の俳優、タレント、コメディアン、道化師
- ペトラ・ケリー-ドイツの平和活動家・政治家
- ロバート・ケーガン-アメリカ合衆国の歴史家、政治史家、政治評論家
- ガーズィー・ヤーワル-イラクの-政治家
- キース・ミッチェル -グレナダの政治家/首相
- ジョン・ディーン-元アメリカ合衆国大統領リチャード・ニクソンの法律顧問
- エレノア・コア-アメリカ合衆国の作家
- ロバート・バード-アメリカ合衆国の政治家
- チャールズ・ルイス (ジャーナリスト)-ジャーナリスト
- ミュリエル・バウサー-ワシントンDC市長
- マーク・マーフィー (1955年生のアメリカンフットボール選手)-アメリカンフットボール選手
- モハメド・ビン・スライエム-アラブ首長国連邦・ドバイ在住のUAEチャンピオンラリードライバー
- ゲイル・ハロルド-アメリカ合衆国の俳優
- ジョン・P・オニール-アメリカ合衆国の対テロ作戦専門家。元連邦捜査局（FBI）捜査官
- ジョン・アルバート・ネブル-アメリカ合衆国の政治家/ジェラルド・フォード政権当時の第19代アメリカ合衆国農務長官
- ゴードン・H・マンスフィールド-アメリカ合衆国の軍人、政治家。元アメリカ合衆国退役軍人長官代理。
- スティーブン・ゴールドステイン-コロンビアのレーシングドライバー
- ジョーダン・ベルフォート-作家・起業家
- マイケル・デュカキス-元マサチューセッツ州知事 (ワシントンセミスタープログラム)
- ポール・ライアン-アメリカ合衆国の下院議長（ワシントンセミスタープログラム）
- 近藤紘子（広島原爆の被爆者）
- ヘリ・アフマディ-インドネシアの政治家、駐日大使
- 直野章子-社会学者。
- 源馬謙太郎-衆議院議員